# Rose Cohen
Rose Cohen (Londra, 20 maggio 1894 – Mosca, 28 novembre 1937) è stata una giornalista femminista e suffragetta inglese.
Fu membro fondatore del Partito Comunista di Gran Bretagna e lavorò per l'Internazionale Comunista (Comintern) dal 1920 al 1929. Tra il 1931 e il 1937, Cohen fu redattrice straniera del The Moscow News. Fu giustiziata durante la Grande Purga in Unione Sovietica e riabilitata postuma in Unione Sovietica nel 1956.

## Biografia

### Primi anni di vita
Rose Cohen è nata nel 1894 nell'East End di Londra da una famiglia di immigrati ebrei di Łódź, in Polonia. Suo padre Maurice Cohen era un sarto che riuscì in seguito ad aprire la propria attività e prosperò. Grazie alla Workers' Educational Association, Cohen divenne esperta di economia e politica e parlava fluentemente tre lingue. Cohen si unì al movimento delle suffragette in Gran Bretagna negli anni '10. Nel 1916, l'intelligence britannica la mise sotto sorveglianza; le trascrizioni delle lettere e delle telefonate intercettate sono diventate pubblicamente disponibili nel 2003.
La sua educazione permise a Cohen di ottenere un lavoro nel Consiglio della Contea di Londra, dove lavorò fino al 1917, e successivamente nel Labor Research Department. Lavorò come segretaria per Beatrice Webb e Sidney Webb. Lasciò il Dipartimento di ricerca del lavoro nel 1920. Verso la fine della prima guerra mondiale il dipartimento divenne il centro dei giovani intellettuali di sinistra. Nelle sue memorie Maurice Reckitt scrisse che Cohen "aveva una grande vivacità e fascino... ed era probabilmente l'individuo più popolare nel nostro piccolo movimento". Nel 1920 divenne membro fondatore del Partito Comunista di Gran Bretagna.
I contemporanei descrivevano Cohen come vivace, intelligente, istruita e bella. Tra gli ammiratori di Cohen, Harry Pollitt era il più tenace. Al People's History Museum in Gran Bretagna è conservata una fotografia di Cohen con una dedica di Harry Pollitt: "Rose Cohen, di cui sono innamorato e che mi ha rifiutato 14 volte".

### Il lavoro nel Comintern
All'inizio degli anni '20 Cohen viaggiò per il mondo come agente del Comintern. Le furono assegnate missioni segrete, che includevano la consegna di messaggi e il trasferimento di denaro ai partiti comunisti. Nel 1922-1923 trascorse lunghi periodi in Unione Sovietica e viaggiò anche in Finlandia, Germania, Lituania, Estonia, Lettonia, Turchia, Francia, Norvegia, Svezia e Danimarca. Come corriere del Comintern, Cohen trasferì ingenti somme di denaro ai partiti comunisti di questi paesi.
Nel 1925, Cohen lavorò nell'ambasciata sovietica a Londra, trascorse diversi mesi a Parigi in una missione segreta per il Comintern e mandò ingenti somme di denaro al Partito Comunista di Francia. Quell'anno incontrò David Petrovsky, che in seguito sposò.

### La vita a Mosca
Nel 1927, seguendo le istruzioni del Comitato Centrale del Partito Comunista di Gran Bretagna, Cohen andò a lavorare a Mosca e nello stesso anno si iscrisse al Partito Comunista Russo.
All'inizio del 1929 Cohen sposò Petrovsky e nel dicembre 1929 diede alla luce il loro figlio Alexey (Alyosha). Quell'anno trascorse sei mesi all'estero, viaggiando in Cina, Giappone, Polonia e Germania per affari del Comintern.

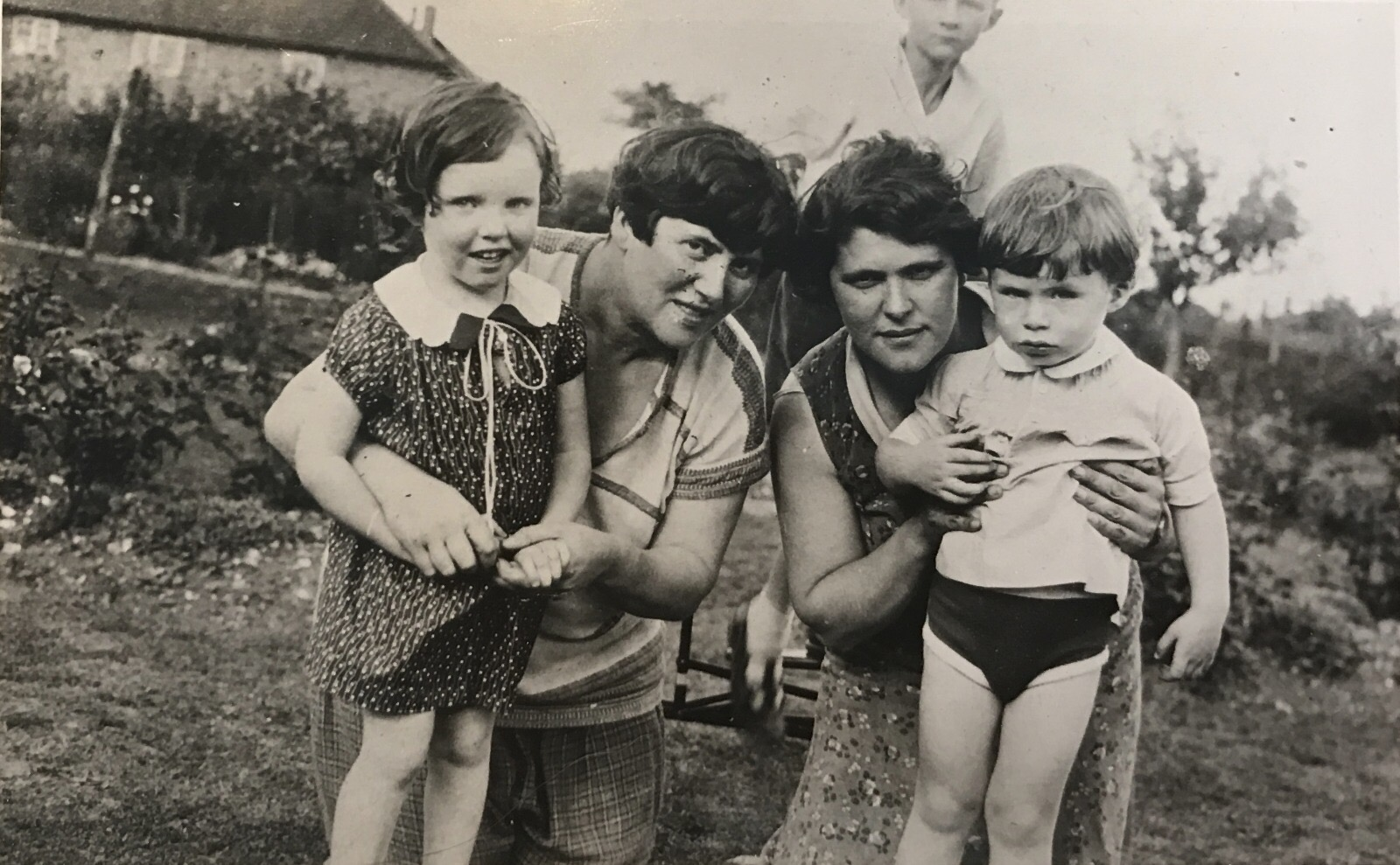
Rose e suo figlio Alyosha (a destra). Londra, 1932

Nel 1930, si iscrisse alla Scuola Internazionale Lenin del Comintern e dal 1931 fu impiegata e poi capo del Dipartimento degli Esteri e direttrice del Moscow Daily News. Cohen e Petrovsky erano considerati la "coppia d'oro della comunità degli espatriati a Mosca", e il loro appartamento divenne negli anni un salotto per la comunità straniera.

### La vittima del terrore di Stalin
Petrovsky era consapevole del pericolo emerso in Unione Sovietica in seguito all'omicidio di Sergei Kirov nel 1934, l'assassinio che funse da catalizzatore per la Grande Purga.

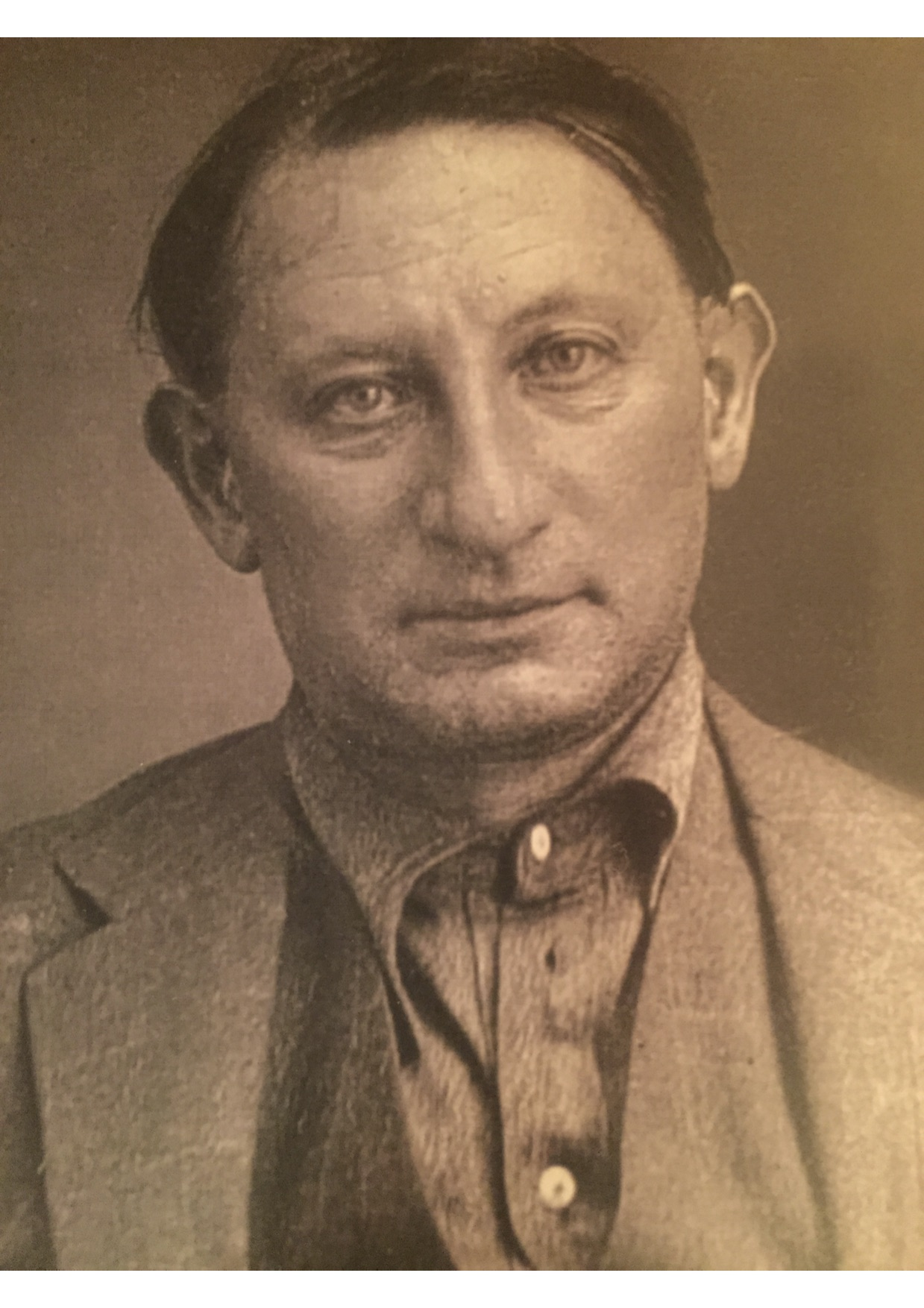
David Petrovsky (foto della prigione), 1937

Nell'estate del 1936 Cohen andò a Londra ma non gli fu permesso di fare il viaggio con suo figlio Alyosha, così lui rimase. Sua sorella Nellie pensava che Rose fosse "infelice, e se non fosse stato per Alyosha non sarebbe più tornata".
A quel tempo Petrovsky progettò un viaggio d'affari in America e ottenne il permesso di viaggiare all'estero dal suo supervisore Sergo Ordzhonikidze - il capo del Soviet Supremo dell'Economia Nazionale e il capo del Commissariato del Popolo dell'Industria Pesante dell'Unione Sovietica. Sergo Ordzhonikidze conosceva da vicino Stalin più di chiunque altro e sapeva perfettamente cosa stesse accadendo nel paese. Anticipando il suo destino, voleva salvare Petrovsky dal terrore di Stalin e capì che molto probabilmente non sarebbe tornato da un viaggio d'affari. Sembra che Rosa e David sperassero di usare i loro viaggi come un'opportunità per partire quasi contemporaneamente dal paese ed essere salvati. Tuttavia, non riuscirono ad ottenere un visto di uscita per il figlio e, non volendo partire senza di lui, rimasero in Unione Sovietica.
Nel febbraio 1937 morì Ordzhonikidze. Nel marzo 1937, Petrovsky fu arrestato e Cohen fu espulsa dal Partito Comunista Russo. Il 13 agosto fu arrestata a Mosca. Cohen fu accusata di essere: "membro dell'organizzazione antisovietica nel Comintern, spionaggio per la Gran Bretagna e residente dell'intelligence britannica".
Lei negò tutte le accuse fino al 29 ottobre 1937. L'udienza a porte chiuse iniziò alle 2:20 di pomeriggio del 28 novembre; Cohen non ebbe accesso ad avvocati difensori o testimoni, "in conformità con la legge del 1 dicembre 1934". Lei si dichiarò non colpevole, negò tutte le accuse e rifiutò di confermare la testimonianza resa durante le indagini preliminari, sostenendo che fosse falsa. Anche nella dichiarazione finale si dichiarò nuovamente non colpevole. Tuttavia, la sentenza emessa venti minuti dopo l'inizio del procedimento giudiziario, dichiarò colpevole Cohen. Quello stesso giorno, Cohen fu fucilata.
Petrovsky fu fucilato il 10 settembre 1937 (riabilitato in Unione Sovietica nel 1958). Il loro figlio di sette anni Alyosha fu messo in un orfanotrofio con l'etichetta "figlio dei nemici del popolo". La sorella e i fratelli di Rose dissero a tutti che Rose e Alyosha erano morti in Russia di polmonite.

### La reazione della Gran Bretagna
Avendo appreso dell'arresto di Cohen, i leader comunisti della Gran Bretagna Harry Pollitt e Willie Gallacher si appellarono al segretario generale del Comitato esecutivo dell'Internazionale comunista, Georgi Dimitrov e al suo vice Dmitry Manuilsky, che però li intimarono di "non interferire". Di conseguenza, il Partito Comunista di Gran Bretagna non fece nessuna protesta e non sostenne neanche la protesta lanciata dai socialisti di sinistra, tramite una lettera scritta da Maurice Reckitt.
Il governo britannico non negò mai le voci secondo cui Cohen avrebbe preso la cittadinanza sovietica e che fosse cittadina dell'Unione Sovietica al momento del suo arresto. I registri però mostrano che Cohen non si è mai naturalizzata ed è rimasta cittadina britannica fino alla sua morte. La protesta dell'Ambasciata britannica tardò ad arrivare e si dovette aspettare l'aprile 1938, per ottenere una sua dichiarazione ufficiale.

### Riabilitazione politica e famiglia
Dopo il 20º Congresso del Partito Comunista dell'Unione Sovietica (febbraio 1956), il figlio di Cohen presentò un ricorso per rivedere il suo caso. Il 18 luglio 1956 il Segretario Generale del Partito Comunista di Gran Bretagna, Harry Pollitt inviò una lettera al Primo Segretario del Partito Comunista dell'Unione Sovietica, Nikita Khrushchev, con la richiesta di chiarire la dinamica dell'arresto di Rose Cohen nel 1937 e cosa le fosse successo dopo quel giorno.
L'8 agosto 1956 il Collegio Militare della Corte Suprema dell'Unione Sovietica invalidò la sentenza del 28 novembre 1937 contro Cohen. Tutte le accuse furono ritirate e il caso fu archiviato per mancanza di corpus delicti. Cohen fu riabilitata postuma come vittima delle repressioni politiche.
Il figlio di Rose Cohen e David Petrovsky, Alyosha, trascorse tre anni nell'orfanotrofio dopo l'esecuzione dei suoi genitori nel 1937. Nel 1940 fu adottato dalla cugina di David Petrovsky, Rebecca Belkina, un medico e un maggiore del servizio medico delle forze armate durante la seconda guerra mondiale. Riuscì a ottenere il permesso per l'adozione di Alësha quando viveva con la sua famiglia in esilio politico a Tobolsk, in Siberia, ai sensi dell'articolo 58 del codice penale sovietico. Alyosha trascorse il resto della sua infanzia in Siberia con lei e la sua famiglia. Successivamente, molti anni dopo, conseguì un dottorato di ricerca in scienze geologiche e mineralogiche e divenne accademico dell'Accademia Russa di Scienze Naturali.